# Un train dans la nuit
Pour plus de détails, voir Fiche technique et Distribution.
Un train dans la nuit est un film français réalisé par René Hervil, sorti en 1934.

## Fiche technique
- Titre : Un train dans la nuit
- Réalisation : René Hervil
- Scénario et dialogues : Pierre Maudru, d'après le roman d'Arnold Ridley
- Société de production : Films Régent
- Pays de production :  France
- Format : Noir et blanc — 35 mm — 1,37:1 — Son : Mono
- Genre : Film dramatique, Film policier
- Durée : 77 minutes
- Date de sortie : 28 septembre 1934 en France

## Distribution
- Dolly Davis - Peggy Murdoch
- Georgius - Teddy Deakin
- Alice Tissot - Miss Bourne
- Héléna Manson - La folle
- Charles Deschamps - Winthrops
- André Carnège
- Henry Bonvallet
- André Carnège
- Henri Fénonjois
- Renée Piat
- Rivers Cadet
- François Viguier